# Mathematical Applications Group
Mathematical Applications Group, Inc. (alias MAGi ou MAGi/SynthaVision ) était une des premières sociétés utilisant la technologie informatique. Elle a été fondée en 1966 par le Dr Philip Mittelman à Elmsford, New York, où elle évaluait l'exposition aux radiations nucléaires. En modélisant les structures à l’aide des mathématiques , plus précisément la géométrie combinatoire et en appliquant les techniques de traçage de rayons de rayonnement de Monte Carlo, les mathématiciens ont pu estimer les expositions à différentes distances et emplacements relatifs dans et autour de structures fictives. En 1972 au sein de MAGi, Robert Goldstein a formé un groupe graphique appelé MAGi/SynthaVision.
C'était l'une des quatre sociétés engagées par les studios Lisberger et Disney pour créer l'animation informatique en 3D du film Tron sorti en 1982. MAGi était responsable de la plupart des animations dans la première moitié de Tron, tandis que Triple-I a principalement travaillé sur la seconde moitié du film. MAGi a modélisé et animé les cycles de lumière, les vaisseaux et les chars d'assaut.

## Produit et héritage

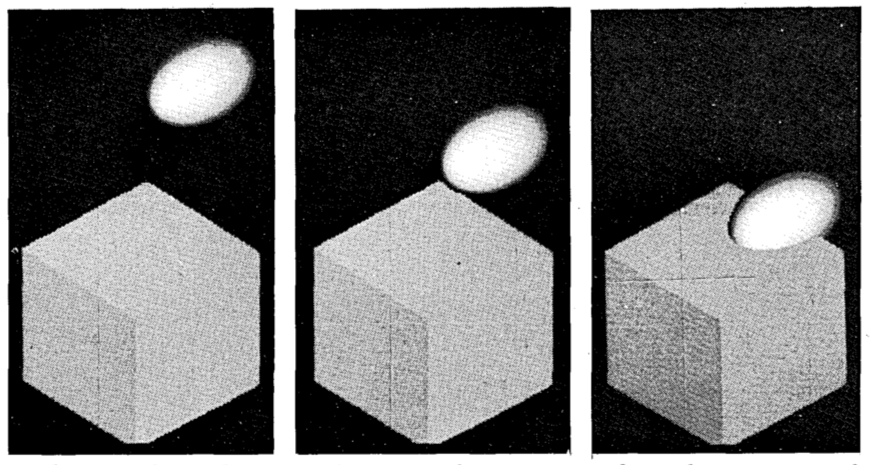
Une séquence de rendus 3D par lancer de rayons produite par MAGi, publiée dans le numéro de février 1968 de Datamation.

MAGi a développé un logiciel appelé SynthaVision pour créer des images et des films CG. SynthaVision a été l’un des premiers systèmes à mettre en œuvre une approche algorithmique de traçage de rayons pour la suppression des surfaces cachées dans le rendu des images. Le logiciel était un système de géométrie solide constructive (CSG), dans lequel la géométrie était constituée de primitives solides avec des opérateurs combinatoires (tels que les opérateurs booléens ).
La méthode de modélisation de SynthaVision n'utilise pas de polygones ou de maillages filaires que la plupart des sociétés de CG utilisent aujourd'hui. La combinaison de la modélisation solide et du ray tracing (qui deviendra plus tard le "plane firing") en a fait un système très robuste capable de générer des images de haute qualité.
MAGi a créé la première publicité CG au monde pour IBM, mettant en scène des lettres en 3D qui s'envolaient d'un ordinateur de bureau.
MAGI a également créé un test polygonal/2D à la fin des années 1970 avec l'animateur de Warner Bros. Chuck Jones, mettant en vedette le Bip Bip et Coyote.

## Histoire
En 1972, MAGi/SynthaVision a été lancé par Robert Goldstein, avec Bo Gehring et Larry Elin couvrant respectivement les besoins en matière de conception et de cinéma/télévision.
Deux des premières applications commerciales télévisées ont été scénarisées par l'artiste texan Gordon Blocker en 1973-1974 pour la publicité « Flag Card » de la Texas Commerce Bank et un journal télévisé pour KHOU-TV ( CBS ) à Houston au Texas.
Synthavision et le cinéma hollywoodien
En 1980, MAGI a retenu les services de marketing et de vente d'Astralvision Communications pour représenter et présenter exclusivement Synthavision à Hollywood auprès de la communauté cinématographique. C'est grâce aux efforts du directeur des ventes d'Astralvision, Jon Edwards, que Synthavision a été présenté pour la première fois aux créateurs de Tron, le réalisateur Steven Lisberger et le producteur Donald Kushner en 1980, avant que Tron ne trouve par la suite les ressources auprès de Walt Disney Productions pour que le film soit développé et produit.

### Tron
En 1981, MAGi est engagé par Disney pour créer la moitié des 20 minutes d'animation numérique nécessaires au film Tron. Vingt minutes d'animation, au début des années 1980, c'était extrêmement ambitieux d'où le recours à plusieurs entreprises. En raison de la facilité d'utilisation du logiciel SynthaVision, MAGi s'est vu confier la plupart des séquences d'action de Tron car le logiciel pouvait créer des mouvements et des animations fluides. Ces scènes devenues classiques incluent la séquence du cycle lumineux, la scène de poursuite du char et celle du vaisseau de Clu. Malgré la haute qualité des images que SynthaVision a pu créer, la modélisation solide CSG n'a pas pu créer des formes complexes et des courbes multiples, donc des objets plus simples comme les cycles de lumière et les char d'assaut ont été confiés à MAGi. MAGi a reçu 1,2 million de dollars pour financer l'animation nécessaire à Tron . MAGi avait besoin de davantage de R&D et de nombreux autres ingénieurs qui travaillaient sur des contrats gouvernementaux chez MAGi ont été affectés à la division « SynthaVision » de MAGi.
MAGi a accéléré le processus de fourniture de son travail aux studios Disney de Burbank grâce à une connexion informatique transcontinentale. Avant que chaque scène ne soit finalisée dans le laboratoire de MAGi à Elmsford, New York, elle était prévisualisée sur un écran d'ordinateur chez Disney. Des corrections pourraient alors être apportées immédiatement à la scène. Auparavant, la seule façon de prévisualiser la scène était de la filmer, de l'envoyer à Burbank, de faire des corrections, de la renvoyer à Elmsford et de continuer ce « ping-pong » jusqu'à ce que la scène soit correcte. La liaison informatique a duré entre deux jours et demi et cinq jours à compter de la création de chaque scène.
Pendant la production de Tron, les animateurs et chorégraphes d'images de synthèse Bill Kroyer et Jerry Rees ont invité John Lasseter (cofondateur de Pixar) à voir une partie de l'animation du cycle de lumière. Lasseter a déclaré dans le reportage « The Making of Tron » que l'animation du cycle de lumière était la première animation CG qu'il ait jamais vue.

### AprèsTron
En 1983, Disney a chargé MAGi de créer un film test mettant en scène des personnages du livre pour enfants Max et les Maximonstres. Le test Wild Things a utilisé une animation CGI pour les arrière-plans et une animation 2D traditionnelle pour les personnages « Max » et son chien. Les animateurs John Lasseter et Glen Keane de Disney ont réalisé le test pour Disney. Chez MAGi, Larry Elin a dirigé Chris Wedge et Jan Carle et a produit un test de crayon d'arrière-plan 3D basé sur les animatiques de l'histoire de Disney. Lasseter et Keane de Disney ont ensuite animé à la main les wireframes d'arrière-plan CG. Une boucle de production depuis les deux côtés du pays a été conçue. Le programmeur MAGi, Josh Pines, a développé un logiciel de numérisation de films pour numériser et nettoyer les séquences finales des personnages dessinés à la main par Disney. Le logiciel de numérisation a été adapté pour produire des images numérisées plus nettes. Parallèlement, un système d'encre et de peinture a été écrit par Christine Chang, Jodi Slater et Ken Perlin pour la production. Ce système de peinture primitif remplissait les couleurs dans les bordures des lignes de caractères, appliquait des ombres, mettait en évidence et appliquait un flou aux zones de couleur pour produire un effet aérographe 2,5D. Les personnages peints finaux et les arrière-plans rendus par ordinateur ont été composés numériquement, corrigés en couleur et numérisés à la lumière sur film avec une caméra Celco pour le traitement en laboratoire et la livraison à Disney.
En 1984, MAGi ouvre des bureaux à Los Angeles en Californie sous la direction de Richard Taylor, ancien superviseur des effets spéciaux chez le concurrent Triple-I. Taylor, Wedge et Carle ont réalisé un test pour le film La Foire des ténèbres (1983) mais la technologie, matériel et logiciel, n'est pas assez avancée pour les besoins du film. L'antenne californienne est ensuite fermée.
En 1984 également, Michael Ferraro et Tom Bisogno ont commencé la production d'un court métrage, « First Flight », pour le SIGGRAPH Electronic Theater. Pour obtenir des textures organiques telles que des nuages, de l’eau et de l’écorce, ils ont utilisé un langage de programmation appelé KPL que Ken Perlin avait développé, qui était conçu pour exécuter un programme informatique complet sur chaque pixel d’une image. KPL a été le premier exemple d'un langage de shader procédural à usage général,, un concept qui a ensuite été adopté par Pixar pour sa plateforme Pixar RenderMan. Ces étapes ont finalement conduit au développement de l'unité de traitement graphique (GPU) moderne. Le bruit Perlin a également été créé par Ken Perlin en tant que fonction intégrée dans KPL.
Une grande partie du logiciel MAGi/SynthaVision était basé sur le langage Fortran, avec une interface Ratfor pour les artistes. En 1985, Josh Pines a plaidé en faveur de l'utilisation de l'environnement de programmation Unix pour toute future conception de logiciel et de programmation de production.
Peu de temps après, le logiciel SynthaVision a été vendu à la division informatique de Lockheed ( CADAM ) comme base du système ISD (Interactive Solids Design), tandis que la sociét MAGi a été officiellement vendue à une entreprise canadienne, Vidmax (qui a ensuite fait faillite) ; de nombreux employés sont partis vers d'autres sociétés et des universités.
Phillip Mittelman, le fondateur de MAGi, est décédé en 2000.

### Employés de MAGi (1975–1985)
- Dr Phil Mittelman
- Bo Gehring
- Robert Goldstein
- Harold S. Schechter
- Larry Elin
- Marty Cohen
- Herb Steinberg
- Dr Eugène Troubetzkoy
- Ken Perlin
- Evan Laski
- Chris Wedge
- Tom Bisogno
- Carl Ludwig
- Jan Carlee
- Gene Miller
- Josh Pines
- Christine Chang
- Elyse Veintrub
- Kevin Egan
- Paul Harris
- Richard Taylor
- Tom Miller
- David Brown
- Mike Ferraro
- Alison Brown
- Plage de John
- Glenn Alsup
- J.A. Lopez
- Docteur Naoko Akagi